# Бранисько (притока Горнаду)
Бранисько (словац. Branisko) — річка в Словаччині, ліва притока Горнаду, протікає в округах Левоча і Списька Нова Весь.
Довжина — 18-19.9 км. Витік знаходиться в масиві Левоцькі гори — на висоті близько 795 метрів. Протікає територією сіл Коритне; Поляновце; Бегаровце; Ґранч-Петровце; Жегра і міста Спиські Влахи. Серед приток — Маргецанка.
Впадає в Горнад на висоті 377 метрів.